# Augochloropsis johannae
Augochloropsis johannae är en biart som först beskrevs av Heinrich Friese 1917.  Augochloropsis johannae ingår i släktet Augochloropsis och familjen vägbin. Inga underarter finns listade.